# Gomphandra dinagatensis
Gomphandra dinagatensis är en järneksväxtart som beskrevs av Schori. Gomphandra dinagatensis ingår i släktet Gomphandra och familjen Stemonuraceae. Inga underarter finns listade i Catalogue of Life.